# Káto Poróïa
Káto Poróïa (Kato Poroia) är en ort i Grekland.   Den ligger i prefekturen Nomós Serrón och regionen Mellersta Makedonien, i den norra delen av landet, 400 km norr om huvudstaden Aten. Káto Poróïa ligger 185 meter över havet och antalet invånare är 424.
Terrängen runt Káto Poróïa är varierad. Runt Káto Poróïa är det ganska glesbefolkat, med 26 invånare per kvadratkilometer. Närmaste större samhälle är Agía Paraskeví, 12,9 km väster om Káto Poróïa. Trakten runt Káto Poróïa består till största delen av jordbruksmark.